# Babuyán Claro
Babuyán Claro es un volcán situado en las islas Babuyán, un archipiélago en el norte del estrecho de Luzón cerca de la isla de Luzón, al norte de Filipinas. Está separada de Luzón por el canal Babuyán, y de las islas Batanes al norte por el canal Balintang.
Se encuentra en la provincia de Cagayán en la Región del Valle de Cagayán.
Babuyán Claro está clasificado por los vulcanólogos como un estratovolcán con una elevación de 843 m (2.766 pies) y un diámetro de base de 920 m (3.018 pies).